# Hystrichopsylla tahavuana
Hystrichopsylla tahavuana är en loppart som beskrevs av Jordan 1929. Hystrichopsylla tahavuana ingår i släktet Hystrichopsylla och familjen mullvadsloppor. Inga underarter finns listade i Catalogue of Life.